# Sonny Boy (album)
Pour les articles homonymes, voir Sonny Boy.
Albums de Sonny Rollins
Tour de Force
(1956) Sonny Rollins, Vol. 1
(1957)
Sonny Boy est un album du saxophoniste Sonny Rollins paru en 1956 et le dernier enregistré pour le label Prestige. 
La section rythmique est composée de Kenny Drew au piano, George Morrow à la contrebasse et Max Roach à la batterie

## Titres
Une particularité étonnante de cet album tient du fait que les trois morceaux composés par Rollins (Ee-Ah, B. Quick et B. Swift) sur les cinq présentés ont été publiés sur l'album précédent, Tour de Force. Le titre éponyme, Sonny Boy enregistré lors d'une session pour Tour de Force faisait également partie de cet album. De plus le titre The House I Live In est aussi présent sur une version de l'album Rollins Plays for Bird (Prestige 7095), réduisant davantage l'intérêt de cet album. Ce morceau, qui fut un succès de Frank Sinatra sur une chanson écrite en 1943 par Abel Meeropol, fait ici intervenir la trompette de Kenny Dorham et le piano de Wade Legge en plus de Roach et de Morrow.
| N° | Titre               | Compositeur                                        | Durée |
| -- | ------------------- | -------------------------------------------------- | ----- |
| 1. | Ee-Ah               | Sonny Rollins                                      | 6:53  |
| 2. | B. Quick            | Sonny Rollins                                      | 9:11  |
| 3. | B. Swift            | Sonny Rollins                                      | 5:14  |
| 4. | The House I Live In | Allen Lewis, Earl Robinson                         | 9:21  |
| 5. | Sonny Boy           | Lew Brown, Buddy DeSylva, Ray Henderson, Al Jolson | 8:22  |

## Enregistrement
Les titres sont enregistrés le 5 octobre et le 7 décembre 1956 au Rudy Van Gelder Studio situé à cette période à Hackensack (New Jersey).
| Musicien      | Instrument      | Titre      |  | Équipe technique |             |
| ------------- | --------------- | ---------- |  | ---------------- | ----------- |
| Sonny Rollins | saxophone ténor | 1-5        |  | Bob Weinstock    | producteur  |
| Kenny Drew    | piano           | 1, 2, 3, 5 |  | Rudy Van Gelder  | ingénieur   |
| George Morrow | contrebasse     | 1-5        |  | Ira Gitler       | liner notes |
| Max Roach     | batterie        | 1-5        |  | Phil DeLancie    | mastering   |
| Kenny Dorham  | trompette       | 1-4        |  |                  |             |
| Wade Legge    | piano           | 1-4        |  |                  |             |